# Monastero di San Bernardino (Caravaggio)
Il convento di San Bernardino, consacrato a San Bernardino da Siena, sorge a Caravaggio e comprende la chiesa di San Bernardino e il convento di Santa Maria degli Angeli.

## Storia
Fu consacrato nell'anno 1489, datando l'erezione appena dopo la morte del santo, risalente al 1444, e la quasi immediata canonizzazione, avvenuta nel 1450, da parte del papa Niccolò V. Si dice che fu edificata grazie all'entusiasmo dei caravaggini per la predicazione del santo che in Lombardia fece molti proseliti e combinò una pace abbastanza difficile tra Caravaggio e Treviglio in quel periodo.
Il convento fu soppresso dal governo francese una prima volta nel 1798 e in modo definitivo l'11 maggio 1810. In seguito gli edifici del convento furono rimaneggiati e adibiti a casa colonica e caserma, mentre la chiesa continuò a essere utilizzata come luogo di culto e riuscì a conservare la sua forma originale. Nel 1970 il comune di Caravaggio acquistò parte della struttura e nel 1978 l'ospedale civile, che ne deteneva la proprietà, donò al comune la chiesa. Il complesso è stato quindi oggetto di restauro e in seguito adibito a centro civico e a ospitare la biblioteca comunale e un museo.

## Descrizione

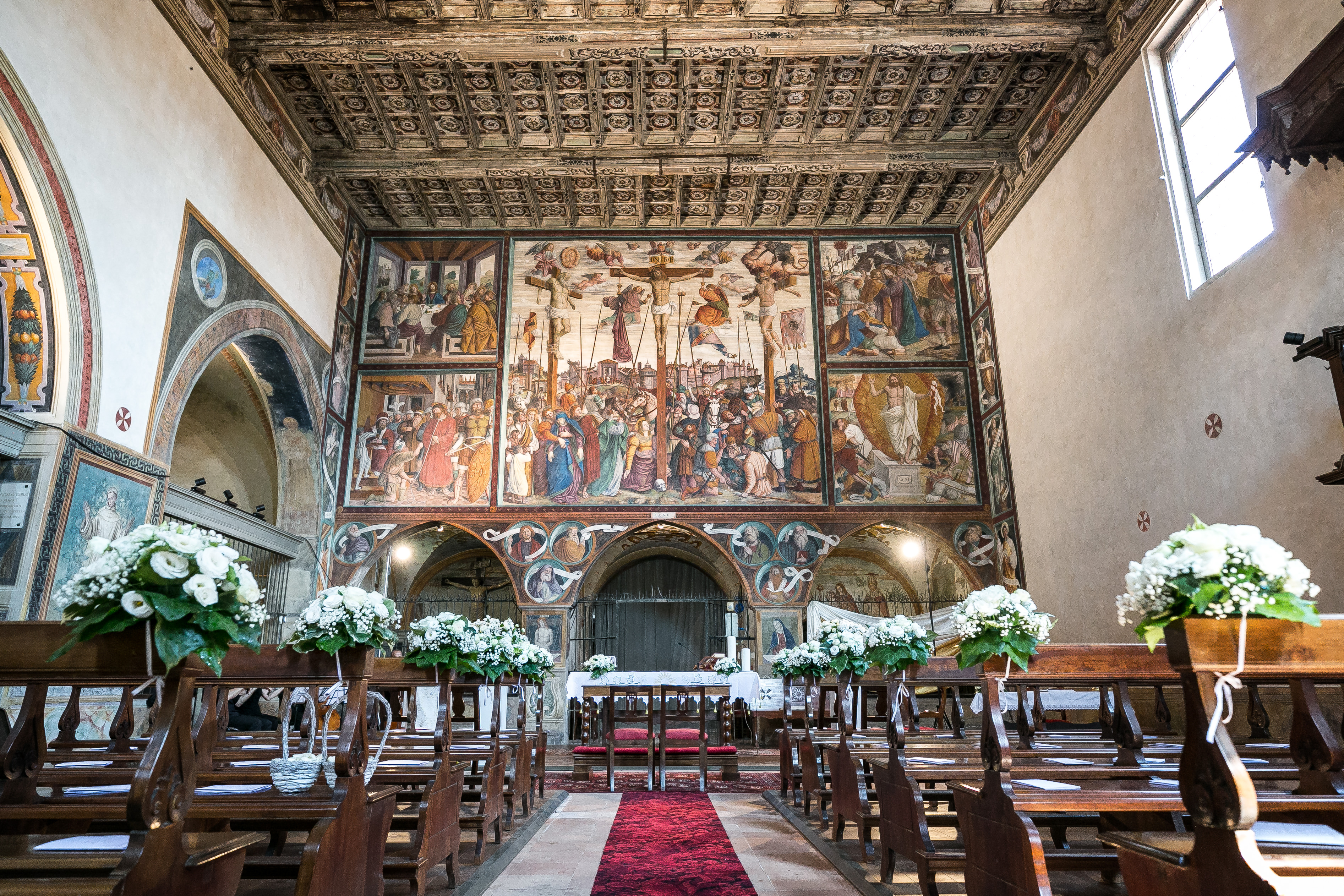
Interno della chiesa

Internamente la chiesa è formata da un'unica navata, sulla cui sinistra si aprono tre piccole cappelle di forma poligonale. In fondo alla navata si trovano altre due piccole cappelle ed un breve corridoio che conduce al presbiterio, sul quale si aprono l'abside e il piccolo campanile quadrato. Nella prima cappella a fianco della navata, dedicata alla Madonna, sono presenti alcuni affreschi di cui non è certo l'autore ma attribuiti ai pittori trevigliesi Bernardo Zenale e Bernardino Butinone. Sul muro che separa la prima e la seconda cappella vi è invece un affresco raffigurante la Madonna, san Bernardino e san Rocco firmato tramite un rebus dal pittore caravaggino Fermo Stella. La seconda cappella, in origine dedicata a san Bartolomeo, ha subito nei secoli diverse modifiche e ospita un altare dedicato a Sant'Antonio di Padova. La terza cappella, dedicata a san Francesco, fortemente rimaneggiata nel tempo, non conserva traccia delle decorazioni originali ed è stata decorata nel 1944 dal pittore trevigliese Trento Longaretti.

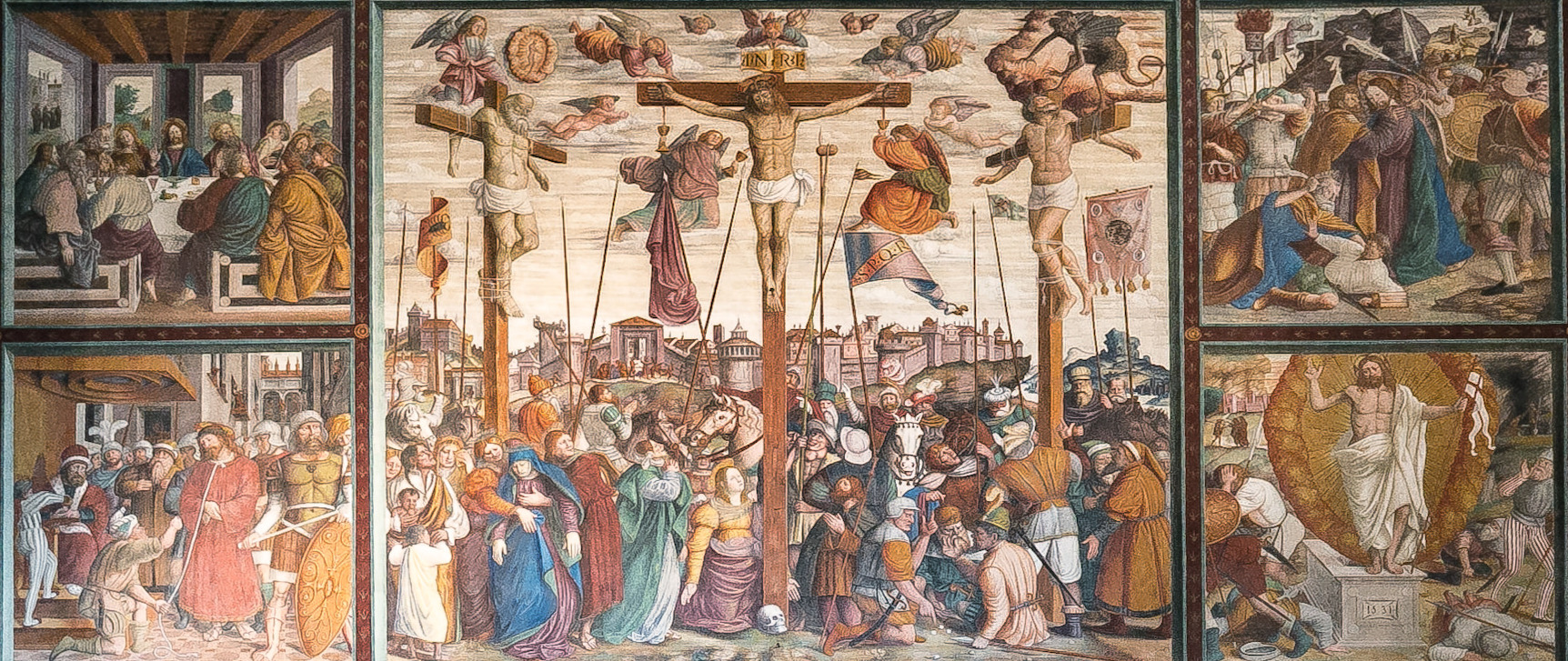
L'affresco raffigurante la passione di Gesù

Sul muro che divide la navata dedicata ai fedeli dalla parte della chiesa riservata ai frati spicca il grande ciclo di affreschi raffigurante la Passione di Cristo. Esso è datato 1531 ed attribuito a Fermo Stella. Completano la decorazione pittorica della chiesa i ritratti di diversi santi francescani tra i costoloni della volta, di autore ignoto, otto martiri raffigurati sotto l'arco di entrata della chiesa, un Ecce Homo di Nicola Moietta e la decorazione settecentesca dell'abside, opera dei fratelli Galliari. Nella cappella a destra precedente il presbiterio vi è l'affresco raffigurante la Madonna col bambino tra i santi Bernardino e Bonaventura opera cinquecentesca di Cristoforo Ferrari de' Giuchis, la cappella è preceduta dal sepolcro dove erano tumulati i frati del convento.